# 圣路加堂 (卡罗维发利)
圣路加堂（kostel svatého Lukáše）原属圣公会，现属卫理公会，位于捷克卡罗维发利中心的城堡山上，是该市的建筑瑰宝之一，已列为捷克文化遗产加以保护。

## 历史
1874年，亨利·基里克爵士代表富有的英国游客，要求建造一座圣公会教堂。奥斯卡·莫特斯博士的设计获奖，采用了英国哥特式砖砌建筑的设计。1876年10月15日教堂开工，1877年6月26日由伦敦主教马斯登主持献堂仪式。

## 建筑
教堂为新哥特式风格，拉丁十字平面，长30米，末端为多边形的牧师席。十字交叉上方设有高耸的尖塔。堂内花窗玻璃的基本颜色是柔和的蓝绿色，为空间带来柔和的绿光。耳堂左侧描绘了年幼的耶稣，从圣母领报到逃亡埃及，右侧是基督的苦难。在中殿的左侧是圣塞西利亚和圣海伦，右边是圣安波罗修和圣乔治。另一扇窗户描绘耶稣拜访抹大拉的马利亚。教堂的内壁涂有蓝色背景。

## 蜡像博物馆
如今，教堂在关闭多年后重新开放，并举办了“蜡像博物馆”展览，包括卡罗维发利的著名游客、王室成员、总统、政治家、军事领袖、独裁者、音乐明星、运动员和来自世界各地的其他著名人物，还放映一部关于卡罗维发利的电影（42分钟），拍摄于1919年至1934年。